# China Taipéi en los Juegos Olímpicos de Calgary 1988
China Taipéi (Taiwán) estuvo representada en los Juegos Olímpicos de Calgary 1988 por trece deportistas, once hombres y dos mujeres, que compitieron en cuatro deportes.
El portador de la bandera en la ceremonia de apertura fue el piloto de bobsleigh Chen Chin-San. El equipo olímpico no obtuvo ninguna medalla en estos Juegos.